# Административно-территориальное деление Черкасской области
Черкасская область была образована 7 января 1954 года. В её состав вошли три города областного подчинения (Черкассы, Смела, Умань) и 30 районов Киевской, Полтавской, Кировоградской и Винницкой областей. При этом был упразднён Мокрокалигорский район, территория которого вошла в состав Катеринопольского и Шполянского районов, и создан новый — Шрамковский район, которого до этого не существовало.

## Административно-территориальное устройство

### Районы
17 июля 2020 года принято новое деление области на 4 района:
| № | Название             | Украинское название   | Флаг | Герб | Админ. центр    | Площадь, км² | Население, чел., (2022 г.) |
| - | -------------------- | --------------------- | ---- | ---- | --------------- | ------------ | -------------------------- |
| 1 | Звенигородский район | Звенигородський район |      |      | г. Звенигородка | 5248         | ▼193804                    |
| 2 | Золотоношский район  | Золотоніський район   |      |      | г. Золотоноша   | 4246         | ▼135455                    |
| 3 | Уманский район       | Уманський район       |      |      | г. Умань        | 4528         | ▼247847                    |
| 4 | Черкасский район     | Черкаський район      |      |      | г. Черкассы     | 6878         | ▼583648                    |

Районы в свою очередь делятся на городские, поселковые и сельские объединённые территориальные общины (укр. об'єднана територіальна громада).

### Города
| - Черкассы - Ватутино - Городище - Жашков - Звенигородка - Золотоноша | - Каменка - Канев - Корсунь-Шевченковский - Монастырище - Смела | - Тальное - Умань - Христиновка - Чигирин - Шпола |

## История

### Административно-территориальное деление на 7 января 1954 года
| №  | Название района       | Админ. центр             | Из какой области перешёл |
| -- | --------------------- | ------------------------ | ------------------------ |
| 1  | Бабанский             | с. Бабанка               | Киевская область         |
| 2  | Букский               | с. Буки                  | Киевская область         |
| 3  | Ольшанский            | с. Ольшана               | Киевская область         |
| 4  | Гельмязевский         | с. Гельмязов             | Полтавская область       |
| 5  | Городищенский         | пгт Городище             | Киевская область         |
| 6  | Драбовский            | с. Драбов                | Полтавская область       |
| 7  | Жашковский            | пгт Жашков               | Киевская область         |
| 8  | Звенигородский        | г. Звенигородка          | Киевская область         |
| 9  | Златопольский         | пгт Златополь            | Кировоградская область   |
| 10 | Золотоношский         | г. Золотоноша            | Полтавская область       |
| 11 | Ирклиевский           | с. Ирклиев               | Полтавская область       |
| 12 | Каменский             | пгт Каменка              | Кировоградская область   |
| 13 | Каневский             | г. Канев                 | Киевская область         |
| 14 | Катеринопольский      | с. Катеринополь          | Киевская область         |
| 15 | Корсунь-Шевченковский | г. Корсунь-Шевченковский | Киевская область         |
| 16 | Ладыжинский           | с. Ладыжинка             | Киевская область         |
| 17 | Лысянский             | с. Лысянка               | Киевская область         |
| 18 | Маньковский           | с. Маньковка             | Киевская область         |
| 19 | Монастырищенский      | пгт Монастырище          | Винницкая область        |
| 20 | Ротмистровский        | с. Ротмистровка          | Киевская область         |
| 21 | Смелянский            | г. Смела                 | Киевская область         |
| 22 | Тальновский           | г. Тальное               | Киевская область         |
| 23 | Уманский              | г. Умань                 | Киевская область         |
| 24 | Христиновский         | г. Христиновка           | Киевская область         |
| 25 | Черкасский            | г. Черкассы              | Киевская область         |
| 26 | Чернобаевский         | с. Чернобай              | Полтавская область       |
| 27 | Чигиринский           | г. Чигирин               | Кировоградская область   |
| 28 | Шполянский            | г. Шпола                 | Киевская область         |
| 29 | Шрамковский           | с. Шрамковка             | Полтавская область       |

12 февраля 1954 года Чигиринский район Кировоградской области передан в состав Черкасской области.
4 января 1957 года упразднены Мокрокалигорский и Ротмистровский районы.
В ноябре 1959 года упразднены Бабанецкий, Букский, Златопольский, Ирклиевский, Ладыжинский, Ольшанский и Шрамковский районы.
Населённые пункты Бабанецкого и Ладыжинского районов перешли в состав Уманского района.
В декабре 1962 года после укрупнения осталось 10 районов, и упразднены 11 районов: Гельмязевский, Городищенский, Каменский, Каневский, Катеринопольский, Лысянский, Маньковский, Монастырищенский, Тальновский, Черкасский, Чернобаевский районы. Населённые пункты Тальновского района отошли к Уманскому. 

### Административно-территориальное деление на 1 января 1963 года

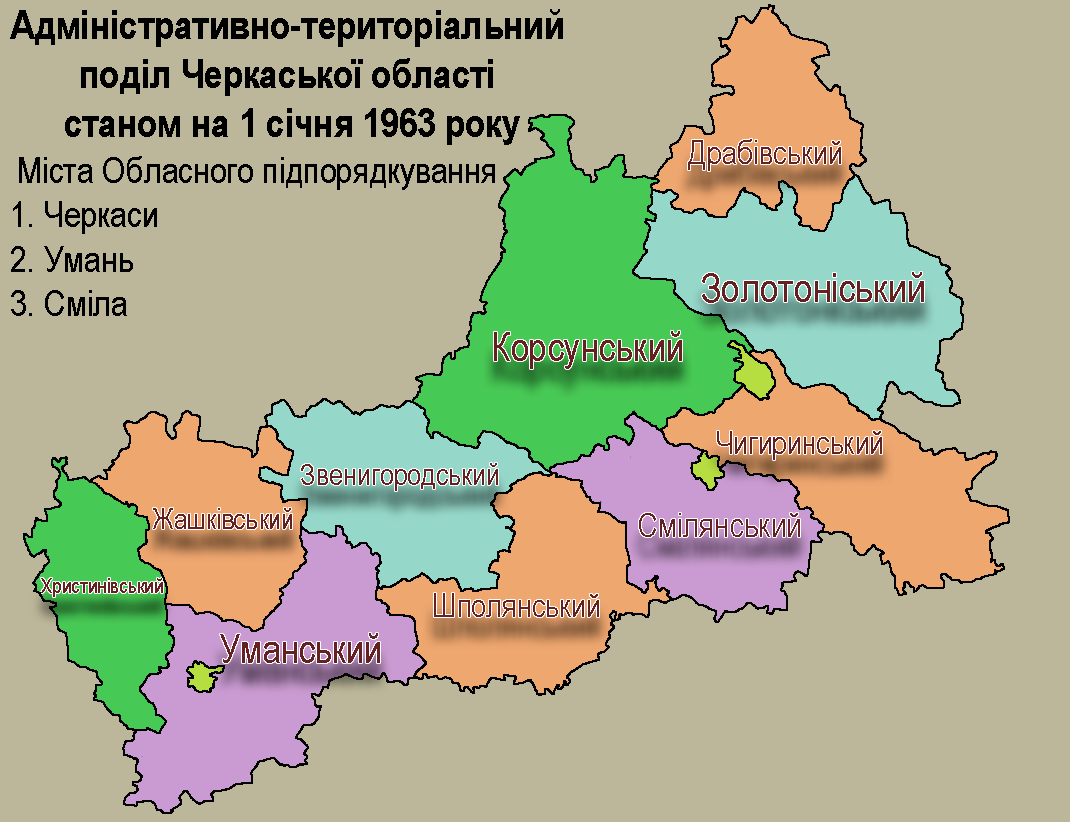
Административно-территориальное деление на 1 января 1963 года

1. Драбовский — с. Драбов
2. Жашковский — г. Жашков
3. Звенигородский — г. Звенигородка
4. Золотоношский — г. Золотоноша
5. Корсунь-Шевченковский — г. Корсунь-Шевченковский
6. Смелянский — г. Смела
7. Уманский — г. Умань
8. Христиновский — г. Христиновка
9. Чигиринский — г. Чигирин
10. Шполянский — г. Шпола

4 января 1965 года восстановлены Каневский, Лысянский, Маньковский, Тальновский, Черкасский, Чернобаевский районы. 
8 декабря 1966 восстановлены Городищенский, Каменский, Катеринопольский, Монастырищенский районы и статус городов областного подчинения присвоен городам Ватутино, Золотоноша и Канев.

### Административно-территориальное деление на 24 августа 1991 года

Административно-территориальное деление на 24 августа 1991 года

По состоянию на 24 августа 1991 года в Черкасской области насчитывалось 20 сельских районов, 2 района в городе Черкассы (Сосновский и Приднепровский), 16 городов, из них 6 областного 
значения, 15 посёлков городского типа, 723 села и 101 посёлок, подчинённые 20 районным, 16 городским, 15 поселковым и 525 сельским советам.

### Административно-территориальное деление на 17 июля 2020 года

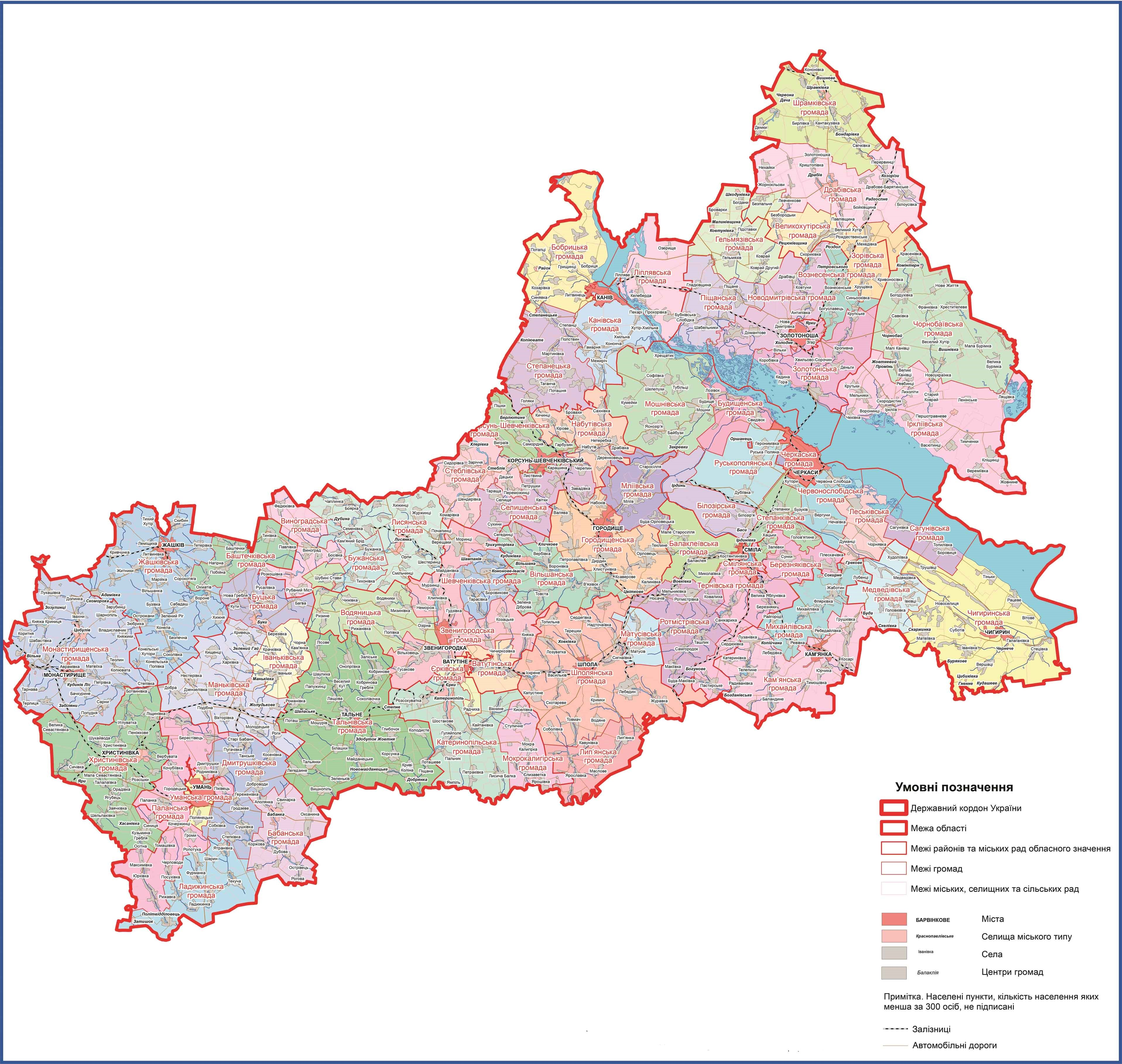
Административно-территориальное деление на 17 июля 2020 года

В ходе реформы децентрализации и нового районирования в Черкасской области было образовано 4 района: Звенигородский, Золотоношский, Уманский, Черкасский. Соответствующее постановление Верховной Рады Украины было принято 17 июля 2020 года.